# 122 mm-es 1931 mintájú ágyú (A–19)
A 122 mm-es 1931 mintájú ágyú (A–19) (oroszul 122-мм корпусная пушка обр. 1931 г. (А-19)) egy szovjet tábori löveg volt, melyet az 1920-as évek végén, 1930-as évek elején fejlesztettek ki. 1939-ben továbbfejlesztett változata, az 1931/37 mintájú ágyú szorította ki a gyártásból. A típust bevetették a második világháborúban. Zsákmányolt példányait a német Wehrmacht és a finn hadsereg is rendszeresítette.

## Fejlesztés
Az 1920-as évek végétől a Vörös Hadsereg belefogott első világháborús tüzérségi eszközeinek modernizálásába. 1927 januárjában a Tüzér Főcsoportfőnökség (GAU) elrendelte egy új 122 milliméteres löveg kifejlesztését a hadtest tüzérség számára. A fejlesztést kezdetben a GAU fejlesztőirodájára bízták (melyet F. F. Lender vezetett 1927 szeptemberében bekövetkezett haláláig), majd 1929 júniusától egy másik tervezőiroda folytatta a munkát a GAU tervezőinek segítségével.
1929. június 17-én a Motoviliha gyártól megrendeltek egy prototípust a technológiai dokumentációkkal együtt. 1931 októberében az ágyút csapatpróbára küldték, két különböző konstrukciójú lövegcsővel, melyeket elláttak csőszájfékkel is. 1932 májusában a löveget a 38-as számú üzembe küldték továbbfejlesztésre, ahol megkapta az A–19 gyári jelölést. 1933-ban további három prototípust rendeltek a sztálingrádi Barrikadi üzemtől, ezeket 1935 márciusában készítették el. 1935 novemberében újabb csapatpróbák következtek. A sikeres próbák után a Vörös Hadsereg 1936. március 13-án 122 mm-es 1931 mintájú ágyú (A–19) jelölés alatt rendszeresítette a löveget.

## Gyártás
A löveg gyártását 1935-1939 között végezték. 1937-ig folyamatosan fejlesztették, így a későbbi gyártmányok különböztek a koraiaktól. 1939-ben egy továbbfejlesztett változat, az 1931/37 mintájú ágyú szorította ki a gyártósorokról, amely ötvözte az 1931-es mintájú ágyú lövegcsövét és a 152 mm-es 1937 mintájú tarackágyú (ML–20) alvázát. A pontos legyártott mennyiség ismeretlen, nagyjából 450-500 darab ágyú készülhetett.
| Az 1931 mintájú ágyú gyártása, darab |      |      |      |      |                                                |
| Év                                   | 1935 | 1936 | 1937 | 1938 | 1939                                           |
| Legyártott mennyiség, darab          | 30   | 91   | 78   | 150  | 256 (beleszámítva az 1931/37 mintájú ágyút is) |

## Leírás
Az első világháborús lövegekkel összehasonlítva az 1931-esnek szétterpeszthető lövegtalpszárai voltak, melyeknek köszönhetően oldalirányzási tartománya sokkal nagyobb volt. Az alvázat ellátták laprugókkal és tíz küllős fémkerekekkel, melyeken tömör gumiabroncs volt. Néhány kései gyártmánynak ML–20 típusú kerekei és pneumatikus gumiabroncsai voltak. Az alváz rugós kiegyensúlyozó szerkezettel is el volt látva. Lövegpajzzsa némi védelmet nyújtott a kezelőszemélyzet számára a kézifegyverek tüze és a tüzérségi repeszek ellen.
A lövegzár megszakított menetű csavarzár típusú, hasonló, mint amit a 152 mm-es 1910/37 mintájú tarackon használtak. A korai prototípusokkal ellentétben a sorozatgyártott ágyúk lövegcsövét nem látták el csőszájfékkel. A hátrasikló rendszer hidraulikus fékből és hidropneumatikus helyretolóból állt, mindkettő a cső alatt, a bölcsőben kapott helyet.
Az ágyúhoz a kísérleti 152 mm-es ML–15 lövegmozdonyát használták.
Kezdetben az ágyút szétszerelve szállították (a csövet eltávolították az alvázról és egy speciális utánfutón szállították). A csapatpróbákat követően azonban úgy határoztak, hogy az ágyút egy darabban vontatják. Ehhez többféle tüzérségi vontatót alkalmaztak: SZ–2 Sztalinetsz-2, Komintern, majd 1943-tól a Ja–12.

## Szervezés és alkalmazás
Mindkét változatot - 1931-es és 1931/37-es minta - ugyanabba a szervezési pontba sorolták, gyakran együtt használták őket, a harci jelentésekben pedig ritkán különböztették meg őket; ebben a szekcióban az adatok egyaránt vonatkoznak mindkét változatra.

### Vörös Hadsereg
Az A–19-et eredetileg a hadtest-tüzérséghez rendelték. 1940-41-ben a hadtest-tüzérezrednek három változata létezett:
- Két zászlóalj ML–20 ágyúval és egy zászlóalj A-19 ágyúval vagy 107 mm-es ágyúval (összesen 24 darab ML–20).
- Két zászlóalj ML–20 ágyúval és két zászlóalj A-19 ágyúval vagy 107 mm-es ágyával (összesen 24 darab ML–20).
- Három zászlóalj ML–20 ágyúval (összesen 36 darab ML–20).

A Nagy Honvédő Háború kitörését követően a hadtest tüzérséget feloszlatták (mivel a lövész-hadtesteket is megszüntették) és majd csak a háború kései szakaszában vezették be újra. Az új tüzérezredek 122 milliméteres ágyúkat kaptak, más típusokkal együtt, melyek főleg 107 milliméteres ágyúkból és 152 milliméteres tarackokból álltak, ezredenként 16-20 löveggel. 1944. június 1-jén a Vörös Hadsereg hadtest-tüzérsége 387 darab A–19 ágyúval rendelkezett (mellette 750 darab 107 és 152 milliméteres típusokkal), 1945. május 1-jén már csak 289 darab A–19-essel (emellett nagyjából 750 darab 100, 107 és 152 milliméteres lövegekkel).
Az ágyút a Főparancsnokság tartalékos tüzérségi egységei (RVGK) is használták. Az 1941-es év közepén az RVGK egyik ágyús ezrede 48 darab A-19 ágyúval bírt; 1941 őszén ezeket az ezredeket újraszervezték egy új, kisebb ezred formájában, amely már csak 18 A-19 fölött rendelkezett. 1942-től az ágyús dandárokat újból bevezették, egyenként 36 A–19 löveggel. Ezek a dandárok egy tüzér hadosztály részét képezték - ez egy nagy formáció, négy dandárral, melyek A–19 vagy ML–20 löveggel vannak felszerelve (összesen 144 darab löveggel).
Az A–19 első harci bevetésére a Halhin-goli csatában került sor. Ezután a téli háború alatt használták. 1940. március 1-jén 130 darab A-19 volt a frontvonalon. Három darab ágyút veszítettek el.
1941 júniusában a Vörös Hadsereg különböző források szerint 1257 darab (1236 darab a hadseregnél és 21 darab a haditengerészetnél) vagy 1300 darab A–19 löveggel volt felszerelve. Az ágyút a nagy honvédő háború végéig használták.
Az A–19-est főleg az ellenséges élőerő, erődítmények és kulcsfontosságú objektumok leküzdésére használták közvetett módban történő célzással. Használhattak hozzá páncéltörő lövedékeket is az ellenséges páncélozott járművek ellen, ilyenkor közvetlen célzást használtak. Nagy mérete, lassú célzása és alacsony tűzgyorsasága miatt nem volt ideális páncéltörő fegyver, azonban 1943-ban ez volt azon kevés lövegek egyike, amely hatásos volt az új német páncélosok ellen.

### Más üzemeltetők
A Nagy Honvédő Háború kezdeti szakaszában több száz A–19 került a Wehrmacht kezeibe. Mindkét változatát rendszeresítették - az 1931 mintájú ágyút 12,2 cm K.390/1(r), az 1931/37 mintájút 12,2 cm K.390/2(r) jelölés alatt. A németek összesen 424 darab ilyen ágyút használtak a tábori és partvédelmi tüzérségüknél, melyekhez lőszert is gyártottak.
A Finn Hadsereg 1941-ben 25 darab A–19-est zsákmányolt, majd helyezett hadrendbe. Mindkét változatra a 122 K/31 jelölést használták. Nehéz tüzérségi vontatók híján a lövegeket főleg a partvédelmi tüzérségnél használták. Négy darabot veszítettek a háború folyamán, a többit hadrendben tartották a háború után is. Az 1980-as években néhány ágyú csövét az ML–20 152 mm-es csövére cserélték; az így létrejött új fegyver jelölése a 152 H 37-31 lett. Az 1980-as évek végén mind az új 152 H 37-31, mind a megmaradt 122 K/31 új, 152 mm-es L/32 űrmérethosszúságú lövegcsövet kapott, melyeket a vammas gyártott, ezek jelölése a 152 H 88-31 lett. Ezeket a lövegeket a Finn Hadsereg csak 2007-től kezdődően kezdte kivonni haderejéből.

## Változatok
Az 1931 mintájú ágyú később gyártott példányai különböztek a korai gyártmányoktól. 1937-től úgy závárzat konstrukciót vezettek be, egyes kései gyártmányokra az ML–20 tarackon alkalmazott pneumatikus kerekeket szerelték.
Emellett az A–19-nek léteztek kísérleti változatai is.
1933-ban megkezdték a futómű javított terepjáró képességének fejlesztését. A futómű két változatban - lánctalpak és nagy, traktorokéhoz hasonló kerekek - 1937-ben került csapatpróbára, de nem bizonyult elég tartósnak.
1933-36 között az ágyú részt vett előhuzagolt lövedékekkel végrehajtott teszteken. Ezekhez a kísérletekhez egy speciális lövegcsövet gyártottak. A kísérleteket abbahagyták a lövedékek komplikált töltése és alacsony pontossága miatt.
1937-ben egy Br–3 jelű kísérleti változatot teszteltek, de végül nem rendszeresítették.
Az A–19 futóműjét majdhogynem változatlan formában használták a 152 mm-es 1910/34 mintájú ágyúhoz.

## Összegzés
Az 1931 mintájú ágyú volt az első szovjet tüzérségi eszköz, melyet szétterpeszthető lövegtalpszárakkal gyártottak. Ez a konstrukció sokkal nagyobb oldalirányzási szöget biztosított, mint a korábbi szekrényes elrendezésű lövegtalpszárak. A jó magassági szögtartomány és a különböző hajítótöltetek alkalmazásának lehetősége közvetett irányzási módban rugalmas fegyverré tette az ágyút, ballisztikája pedig elég erős volt ahhoz, hogy közvetlen irányzási módban harckocsik ellen is bevethessék az ágyút (habár nem egy ideális páncéltörő ágyú volt mérete, oldalirányzási sebessége és tűzgyorsasága miatt).
Az A–19 futóműve hátrányokkal is rendelkezett. Az emelőmechanizmus lassú és megbízhatatlan volt; a tömörgumi kerekek rontották a mozgékonyságot; a futómű gyártásával technológiai problémák is adódtak. Ezek a problémák egy jobb futómű bevezetését eredményezték, ezzel létrehozva az 1931/37 mintájú ágyút.
Mivel a 122 mm-es űrméret nem terjedt el a nyugati tüzérségben, így az A–19-est nehéz összehasonlítani más lövegekkel.
A német 10,5 cm sK 18 sokkal könnyebb (5,64 t) ágyú, bár lőtávolsága nagyjából megegyezik az A–19 ágyúéval (19 km), de sokkal kisebb, 15 kilogrammos lövedéket tüzelt; másfelől a 15 cm K 18 nehezebb (12,46 t), kisebb számban gyártott löveg (101 darab), amely inkább a szovjet 152 mm-es Br–2 ágyúval összehasonlítandó. A háború második felében a németek elkezdtek dolgozni néhány 128 mm-es ágyún; ezek közül az egyik a 12,8 cm K 81/2, melynek harci súlya 82 tonna, alváza pedig az ML–20 erősen módosított változata. Tulajdonságairól keveset tudni, mindössze annyi biztos, hogy egyik 128 mm-es ágyú sem érte el a sorozatgyártást.
A brit és amerikai hadsereg egyaránt alkalmazott 4,5 hüvelykes (114 mm) lövegeket, melyek hasonló tulajdonságokkal bírtak, és úgy tervezték őket, hogy ugyanazt a lőszert tüzelhessék - ezek a BL 4,5 inch Medium Field Gun és a 4,5 inch Gun M1 voltak. Az 5,65 tonna súlyú M1 24,9 kg-os lövedéket tüzelt maximum 19,3 km-es távolságig; habár csak egyetlen típusú lőszer állt rendelkezésre az ágyúhoz, amely repesz-romboló hatású volt és csak két kilogrammnyi robbanóanyagot tartalmazott.

## Rendszeresített lőszertípusok
Az ágyú osztott lőszert tüzelt, négyféle hajtótöltettel - teljes, 1., 2. és 3. számú (a legkisebb). A 122 mm-es ágyúlövedékek mellett 122 mm-es taracklövedékeket is használhattak hozzá, de ezeket a teljes töltetten nem lőhették ki kisebb tartósságuk miatt.
| Elérhető lőszertípusok                  |         |                 |                |                            |               |
| Típus                                   | Modell  | Lövedéksúly, kg | Töltetsúly, kg | Csőtorkolati sebesség, m/s | Lőtávolság, m |
| Páncéltörő lövedékek                    |         |                 |                |                            |               |
| АРНЕ                                    | BR–471  | 25,0            | 0,156          | 800                        | 4000          |
| АРНЕВС (1945 elejétől)                  | BR–471B | 25,0            |                | 800                        | 4000          |
| High explosive and fragmentation shells |         |                 |                |                            |               |
| Repesz-romboló, ágyú                    | OF–471H | 25,0            | 3,8            | 800                        | 19 800        |
| Repesz-romboló, ágyú                    | OF–471  | 25,0            | 3,6            | 800                        | 19 800        |
| Repesz-romboló, tarack                  | OF–462  | 21,7            | 3,67           | 765 (1. töltettel)         | 16 600        |
| Repesz-romboló, ágyú                    | OF–471В |                 |                |                            |               |
| Repesz-romboló, ágyú                    | OF–472  |                 |                |                            |               |
| Betonromboló lövedékek                  |         |                 |                |                            |               |
| Betonromboló, ágyú                      | G–471   | 25,0            | 2,2            | 800                        | 20 400        |
| Vegyi lövedékek                         |         |                 |                |                            |               |
| Repesz/vegyi, ágyú                      | OH–471  | 25,0            |                | 800                        | 19 800        |
| Vegyi, tarack                           | H–462   | 21,8            |                | 705 (2. töltettel)         | 19 800        |

| Páncélátütési táblácat |                             |                             |
| BR–471B APHEBC lövedék |                             |                             |
| Távolság, m | 60°-os becsapódási szög, mm | 90°-os becsapódási szög, mm |
| 500 | 125                         | 155                         |
| 1000 | 120                         | 145                         |
| 1500 | 110                         | 135                         |
| 2000 | 100                         | 125                         |
| 3000 | 85                          | 105                         |
| BR–471 APHE lövedék |                             |                             |
| Távolság, m | 60°-os becsapódási szög, mm | 90°-os becsapódási szög, mm |
| 500 | 120                         | 150                         |
| 1000 | 105                         | 130                         |
| 1500 | 95                          | 115                         |
| 2000 | 80                          | 100                         |
| 3000 | 65                          | 75                          |
| A páncélátütési mérések országonként és korszakonként változnak. Emiatt közvetlen összehasonlításokat gyakran lehetetlen végezni. |                             |                             |

## Túlélő példányok
- Moszkva, Fegyveres Erők Központi Múzeuma.
- Szentpétervár, Tüzérség és Utász Erők Múzeuma.
- Hämeenlinna, Tüzréségi Múzeum.

## Fordítás
Ez a szócikk részben vagy egészben  a(z)   122 mm gun M1931 (A-19) című angol Wikipédia-szócikk ezen változatának fordításán alapul.  Az eredeti cikk szerkesztőit annak laptörténete sorolja fel. Ez a jelzés csupán a megfogalmazás eredetét és a szerzői jogokat jelzi, nem szolgál a cikkben szereplő információk forrásmegjelöléseként.